# Perkins County (South Dakota)
Perkins County ist ein County im Bundesstaat South Dakota der Vereinigten Staaten. Das U.S. Census Bureau hat bei der Volkszählung 2020 eine Einwohnerzahl von 2835 ermittelt. Der Sitz der Countyverwaltung (County Seat) ist in Bison.

## Geographie
Das County hat eine Fläche von 7487 Quadratkilometern, was etwa halb so groß ist wie Schleswig-Holstein. Davon sind 49 Quadratkilometer (0,66 Prozent) Wasserfläche. Das County grenzt im Uhrzeigersinn an die Countys: Adams County (North Dakota), Corson County, Ziebach County, Meade County, Butte County und Harding.

## Geschichte
Das County wurde 1909 gebildet.

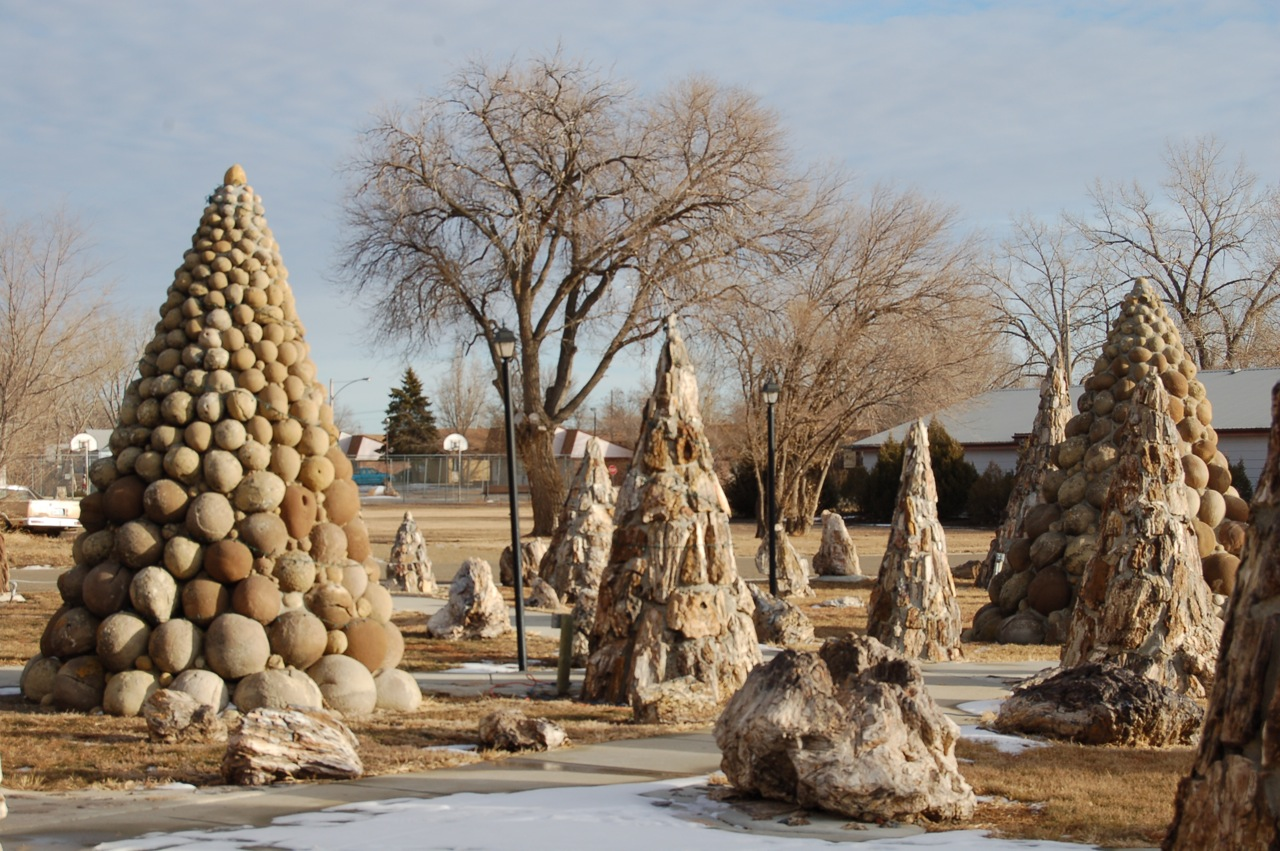
Der Lemmon Petrified Park ist einer von 18 Einträgen des Countys im NRHP.

18 Bauwerke und Stätten des Countys sind im National Register of Historic Places (NRHP) eingetragen (Stand 8. August 2018).

## Städte und Gemeinden
Städte (cities)
- Lemmon

Gemeinden (towns)
- Bison

### Townships
Das County ist in 49 Townships eingeteilt: Ada, Anderson, Antelope, Barrett, Beck, Bision, Brushy, Burdick, Cash, Castle Butte, Chance, Chaudoin, Clark, De Witt, Duell, Englewood, Flat Creek, Foster, Fredlung, Glendo, Grand River, Hall, Highland, Horse Creek, Liberty, Lincoln, Lodgepole, Lone tree, Maltby, Marshfield, Martin, Meadow, Moreau, Plateau, Rainbow, Rockford, Scotch Cap, Sidney, Strool, Trail, Vail, Vickers, Viking, Vrooman, Wells, White Butte, White Hill, Wilson und Wyandotte; sowie acht unorganisierte Territorien: Duck Creek, East Perkins, Independence, Pleasant Valley, South Perkins, Southwest Perkins, West Central Perkins und West Perkins.